# Řád rytířů z Aubracu
Řád rytířů z Aubracu (francouzsky Ordre des chevaliers et hospitaliers d'Aubrac, zkráceně Ordre d'Aubrac) byl špitální a rytířsko-vojenský řád založený ve 12. století ve Francii. Hlavní sídlo měli ve francouzském městě Aubrac poblíž Rodez. Řídili se řeholí sv. Augustina, kterou přijali roku 1162, a jejich činností bylo provozovat špitál v Aubracu a chránit poutníky na Svatojakubské cestě do Compostely a do Říma.

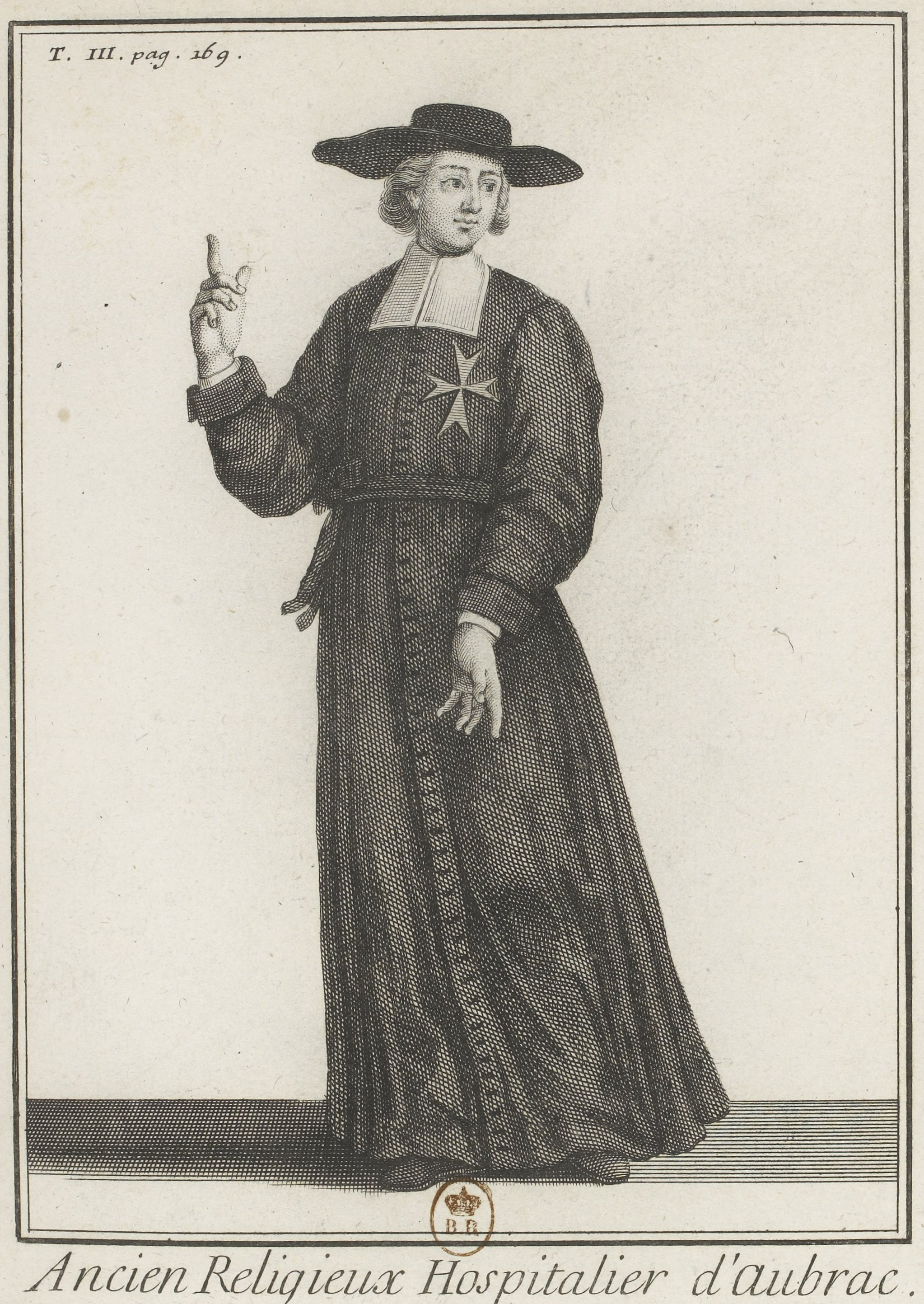
Řádový oděv, 1792

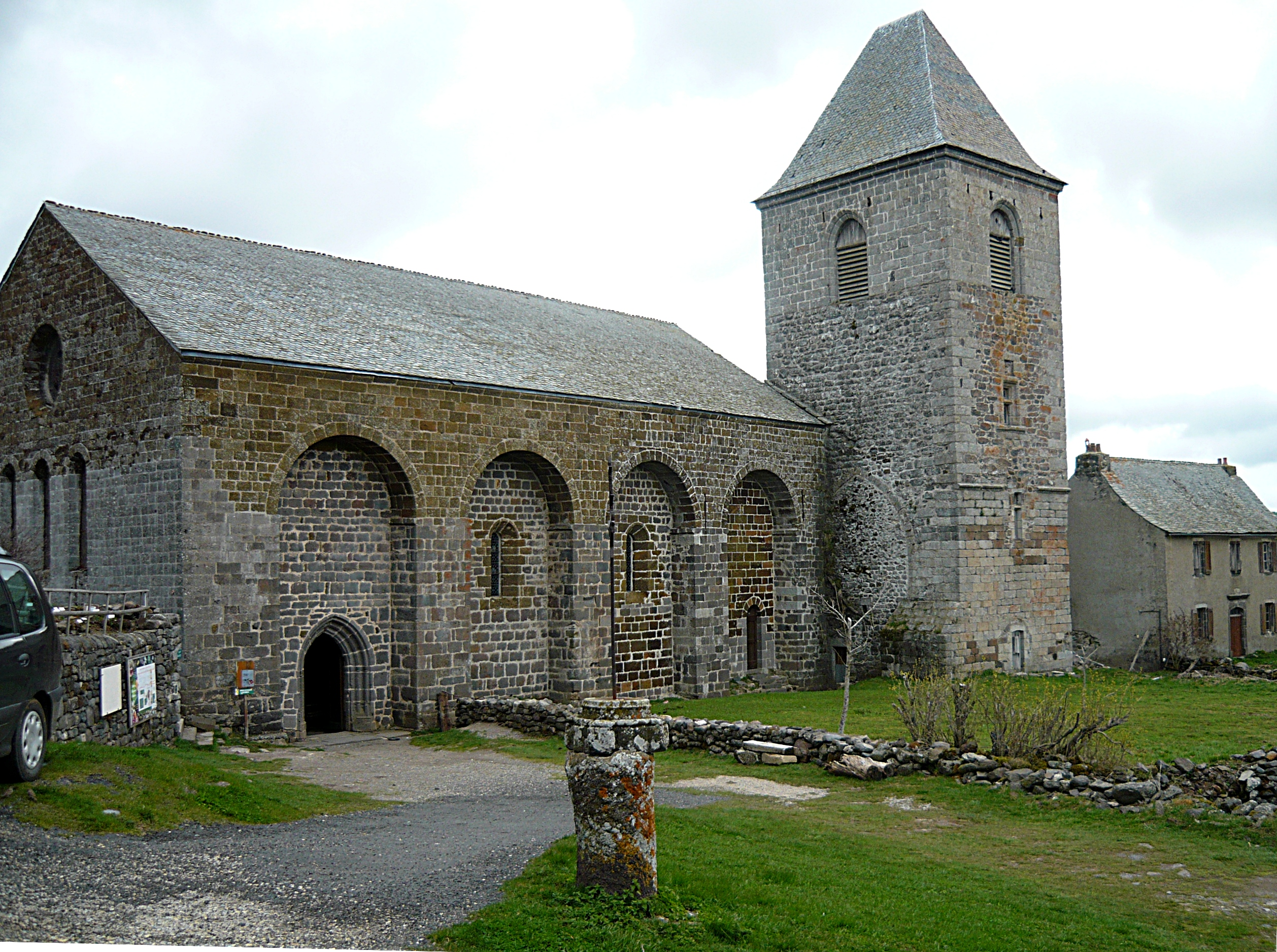
Bližší pohled na jednu z částí někdejšího řádového sídla

Řád nikdy nebyl velký a několikrát se musel bránit pokusům maltézských rytířů o převzetí, než nakonec zanikl za Francouzské revoluce. Klášter a špitál, zvaný Dômerie d'Aubrac, byl dle tradované legendy založen roku 1031 Adalardem, vikomtem z Flander, po jeho zkušenosti s loupežníky na Svatojakubské cestě. Kolem špitálu se postupně vytvořila skupina kněží, rytířů, laických bratří a sester, kteří zformovali řád. Řád měl pobočné špitály – komendy v okolních obcích Bozouls, Milhau, Nazac, a Rodez.
Sestával z několika skupin – kněží, kteří řád vedli a konali svátosti, rytířů, kteří chránili poutníky, bratří, kteří pečovali o poutníky, dam šlechtického původu a z laických bratří a sester, kteří vykonávali pomocné práce. Počátkem 14. století měl řád 120 bratří, 30 sester, 4 rytíře a 15 kněží. V 18. století měl řád jen 80 členů.